# 上清丸
上清丸是一种中药制剂，意思为上（上焦，如肺脏、上呼吸道等）清热解毒丸剂。临床常用于上呼吸道感染所导致的发热、疼痛。

## 分类

### 普通上清丸

#### 成分
所有上清丸共有成分为黄芩、栀子（用于清热）、白芷、防风、荆芥（用于祛风止痛），性偏寒。以水丸剂型居多。
一般的上清丸还有大黄、黄柏等成分。

#### 功效禁忌
主治一般性感冒所致轻度发热、头痛，并伴有便秘、小便赤黄者。
因属偏寒性药物，可能会影响消化功能，故消化功能不良者（如年老体弱）应慎用。在服药期也应该注意不要食用辛辣刺激的食物。上清丸成分比较复杂，一般来说，孕妇忌服。

### 黄连上清丸

#### 成分
在普通上清丸的基础上，增加黄连、石膏、蔓荆子、旋覆花等。常用剂型为水丸和大蜜丸。

#### 功效禁忌
更适用于中重度发热，疼痛较甚并且咳嗽痰多的患者。
禁忌同普通上清丸。

### 牛黄上清丸

#### 成分
在黄连上清丸的基础上，又增加了牛黄（极寒）和冰片（开窍醒神）。

#### 功效禁忌
适用于感冒高热，伴有头昏神志不清者。
禁忌同普通上清丸。

### 芎菊上清丸

#### 成分
比普通上清丸少了大黄和黄柏，多了羌活、藁本，并以川穹茶调散加味制成。片剂居多。

#### 功效禁忌
主要用于各种疼痛患者。除感冒头痛、咽喉疼痛之外，也可用于三叉神经痛，偏头痛、舌咽神经痛、丛集性头痛、癫痫性头痛等的治疗。
禁忌同普通上清丸。